# Moskvitch 408
A série Moskvitch-408 (também conhecida como Moskvich-408 e M-408) é um automóvel produzido pela montadora soviética MZMA/AZLK entre 1964 e 1975. O primeiro protótipo foi feito em 1960.
O M-408, o primeiro da série, substituiu o Moskvitch-407 de 2ª geração como o principal modelo de produção; tinha uma distância entre eixos mais longa do que a do 407. O trabalho do projeto começou em 1959 e o primeiro protótipo apareceu em março de 1961. O primeiro 408 de produção foi feito em 1º de agosto de 1964, e o 408 teve sua estreia oficial em 21 de outubro. Os primeiros estilos de carroceria comercializados da versão principal foram um sedã de 4 portas (base), perua de 5 portas (o modelo M-426, uma atualização dos M-423 e M-424 de 2ª geração) e um furgão de três portas. (o M-433, uma atualização da pick-up M-432 de 2ª geração).
O IZh-408 era uma versão duplicada do carro fabricado pela fábrica IZh em Ijevsk de 1966 a 1967. Foi então substituído na produção pelo M-412.
Em 1976, ao lado do M-412, a série foi sucedida pela série M-2140 de 3ª geração.

## Detalhes técnicos
O M-408 era um carro com tração traseira, equipado com um motor OHV de quatro cilindros em linha de 1357 cc, produzindo 50 cv a 4750 rpm. Após 1967, a montagem dos motores passou a ser feita pela UZAM em Ufá. As versões para exportação tiveram um ligeiro aumento de potência, até 54 cv, emissões ligeiramente reduzidas e velocidade máxima ligeiramente superior. O carro foi inicialmente equipado com freios a tambor manuais autoajustáveis e, a partir de 1969, com freios hidráulicos com servo a vácuo e sistema de freio de circuito dividido.

## Modelos

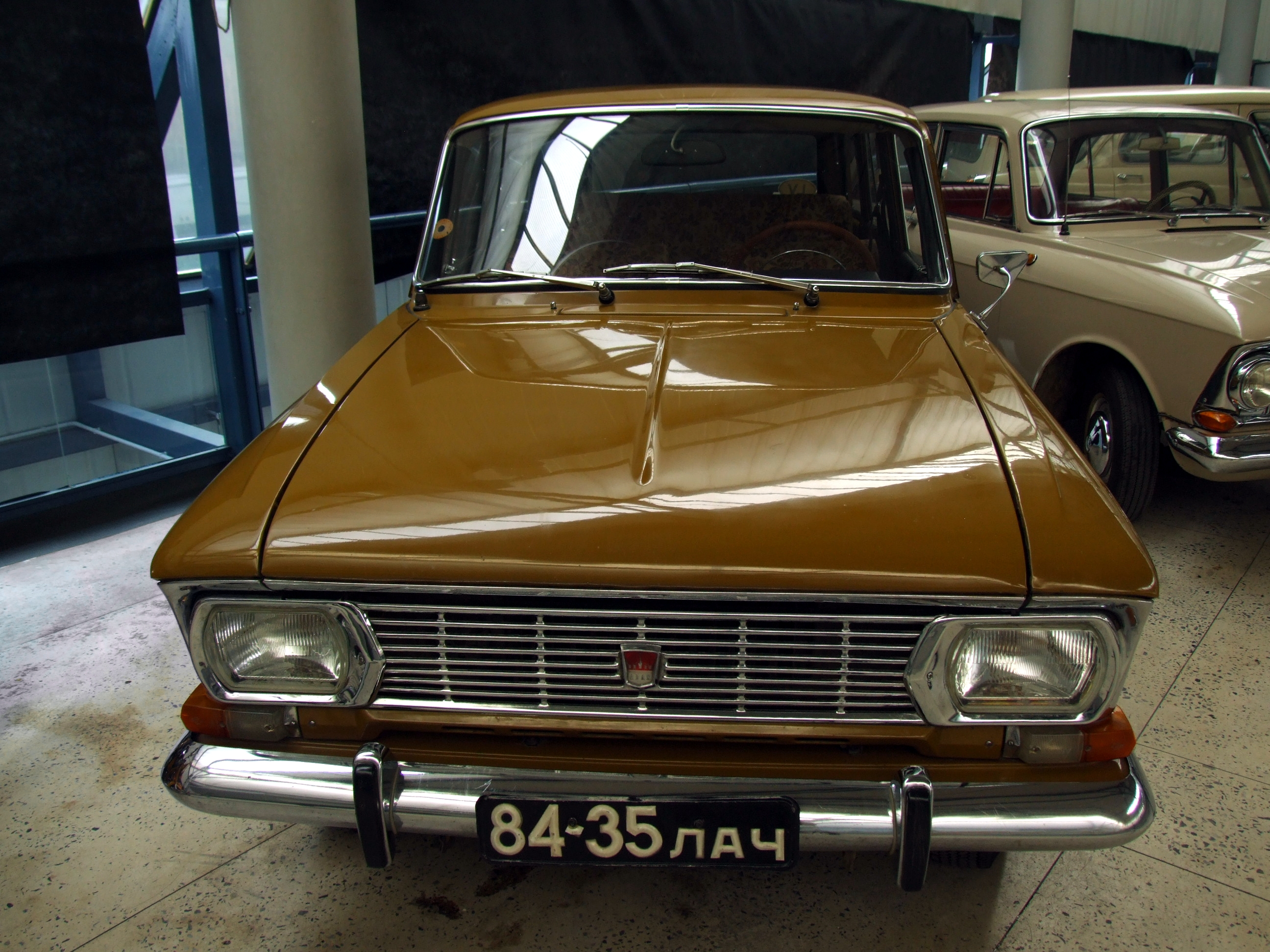
Moskvitch-426E

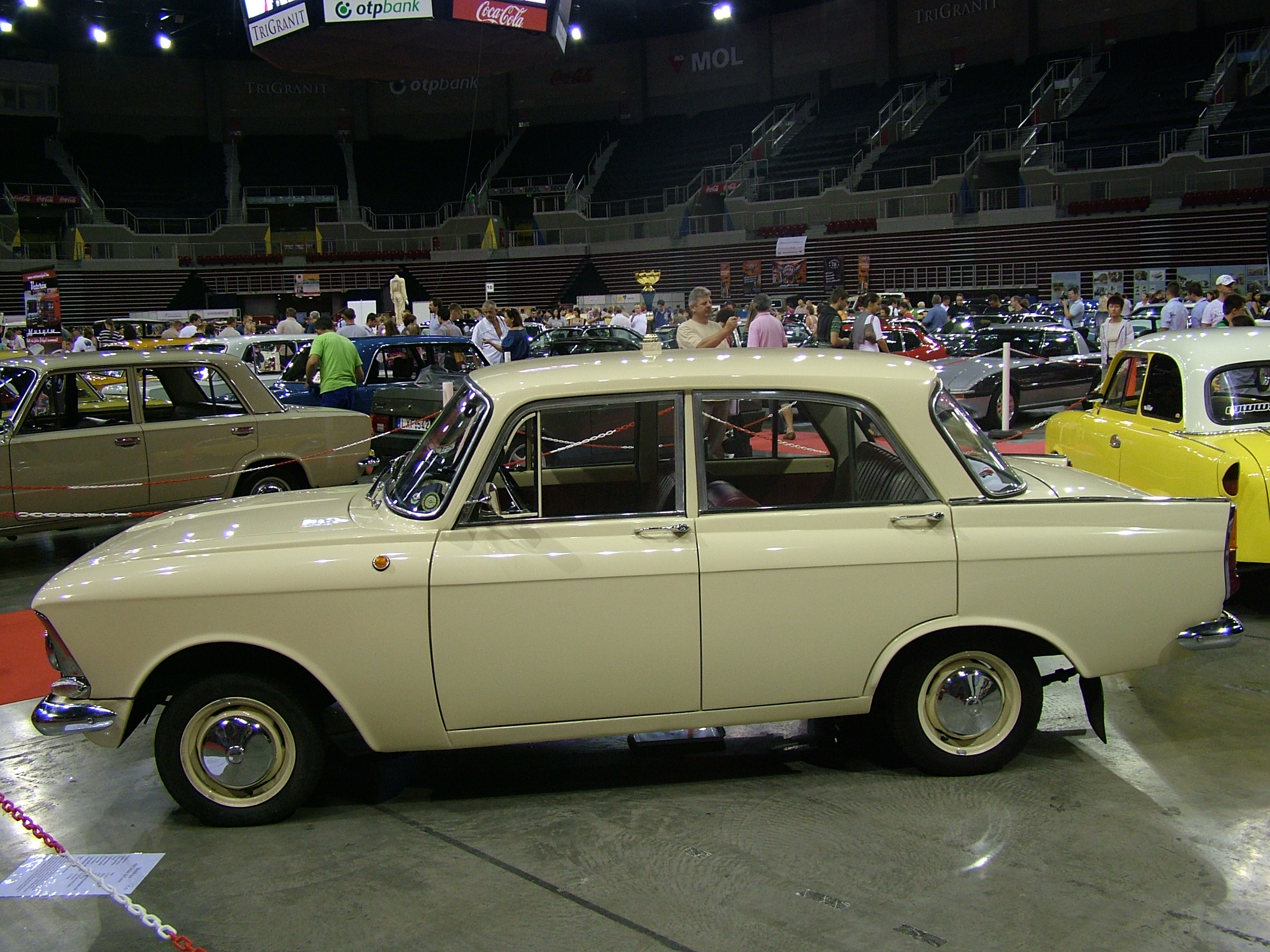
Moskvitch 408

- M-408: sedã de 4 portas (1964–1969)
- M-408B: 408 com controles manuais
- M-408IE: 408 aprimorado (1970–1975)
- M-408M: versão de despacho médico (para transporte de pessoal e equipamento médico, mas não para pacientes)
- M-408P: semelhante ao 408, mas com volante à direita
- M-408T: versão táxi do 408
- M-426: perua de 5 portas (1966–1975)
- M-426P: semelhante ao 426, mas com volante à direita
- M-433: furgão de 3 portas (1966–1975)
- M-433P: semelhante ao 433, mas com volante à direita
- M-408 Tourist: conversível 2+2 de 2 portas experimental (com capota rígida removível), 2 exemplares produzidos em 1964; equipado com carroceria de alumínio e sistema de injeção de combustível controlado eletronicamente.[3]

Os carros exportados (com o sufixo -E, como o Moskvitch 408E) geralmente tinham motores de maior compressão, um pequeno aumento de potência, de até 54 cv, emissões ligeiramente reduzidas, acabamento cromado adicional e quatro faróis redondos em vez de dois (até a mudança para faróis retangulares em 1969). Desde 1968, todos os 408 destinados à exportação para fora do Pacto de Varsóvia eram equipados com a versão de 54 cv, embora na União Soviética e na Europa Oriental o modelo de 50 cv ainda estivesse disponível. A velocidade máxima era ligeiramente maior, 130 km/h, enquanto a aceleração de 0 a 100 km/h foi ligeiramente reduzida de 29 para 27 segundos.

## Galeria

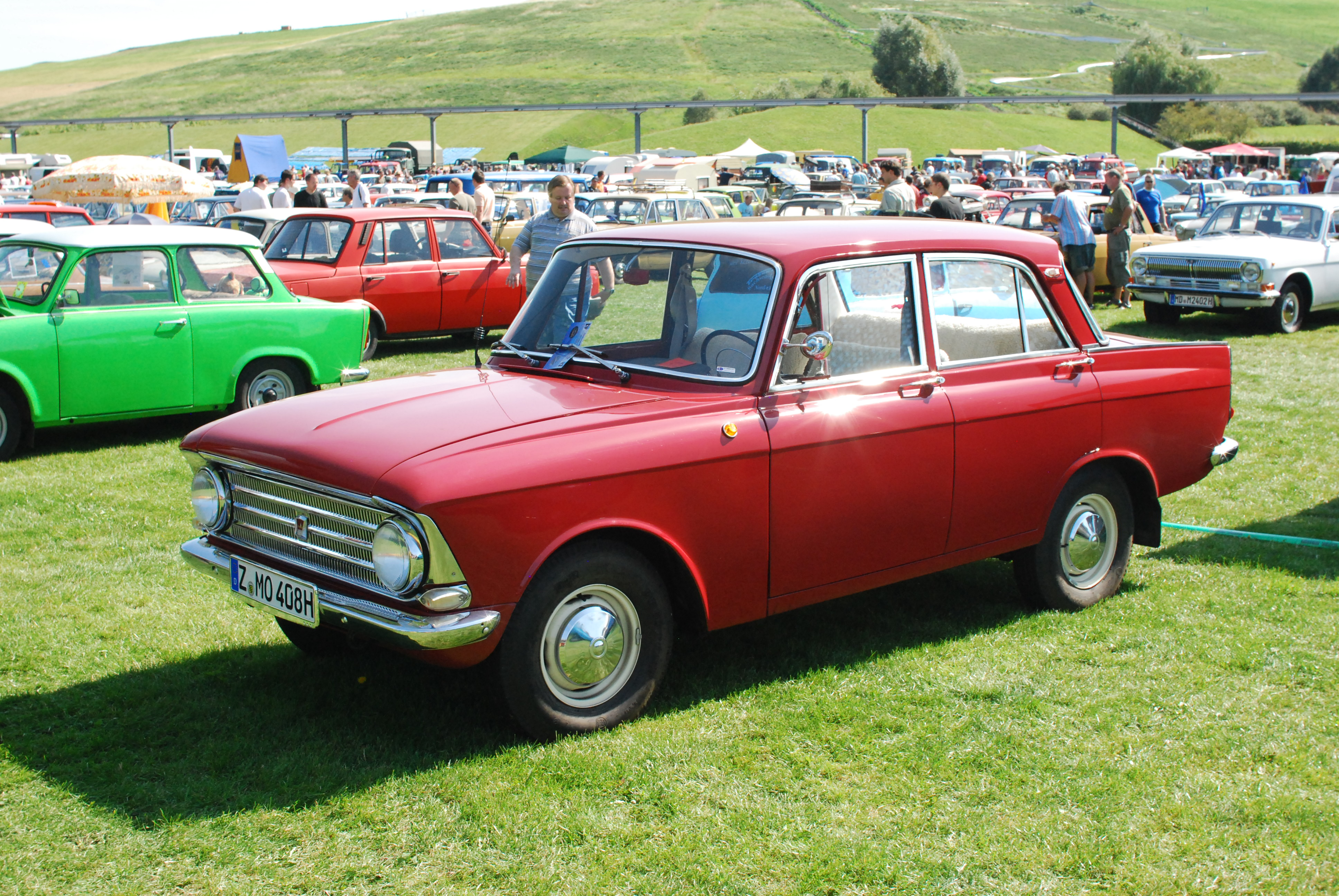
Moskvitch-408 dos primeiros produzidos
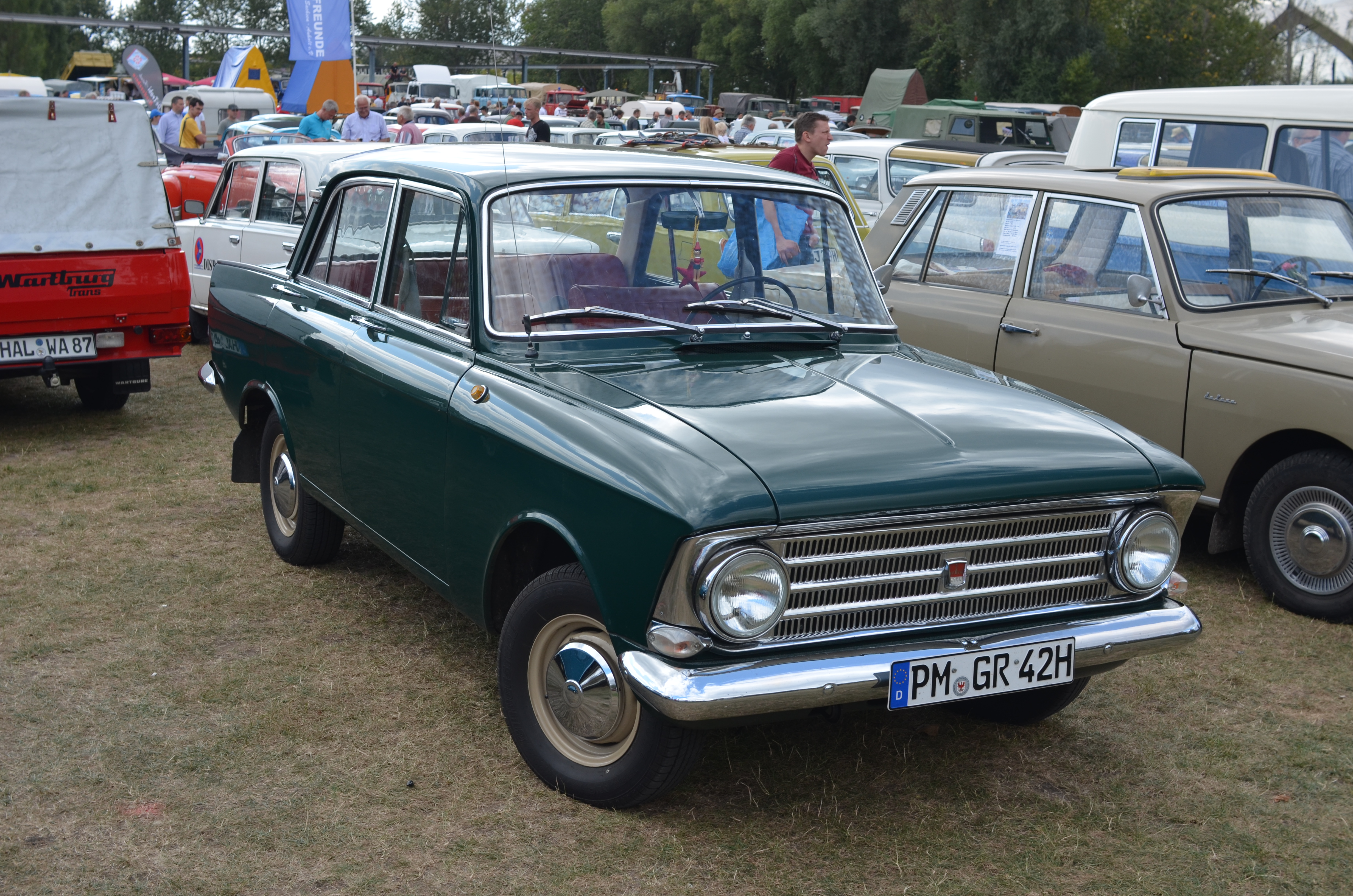
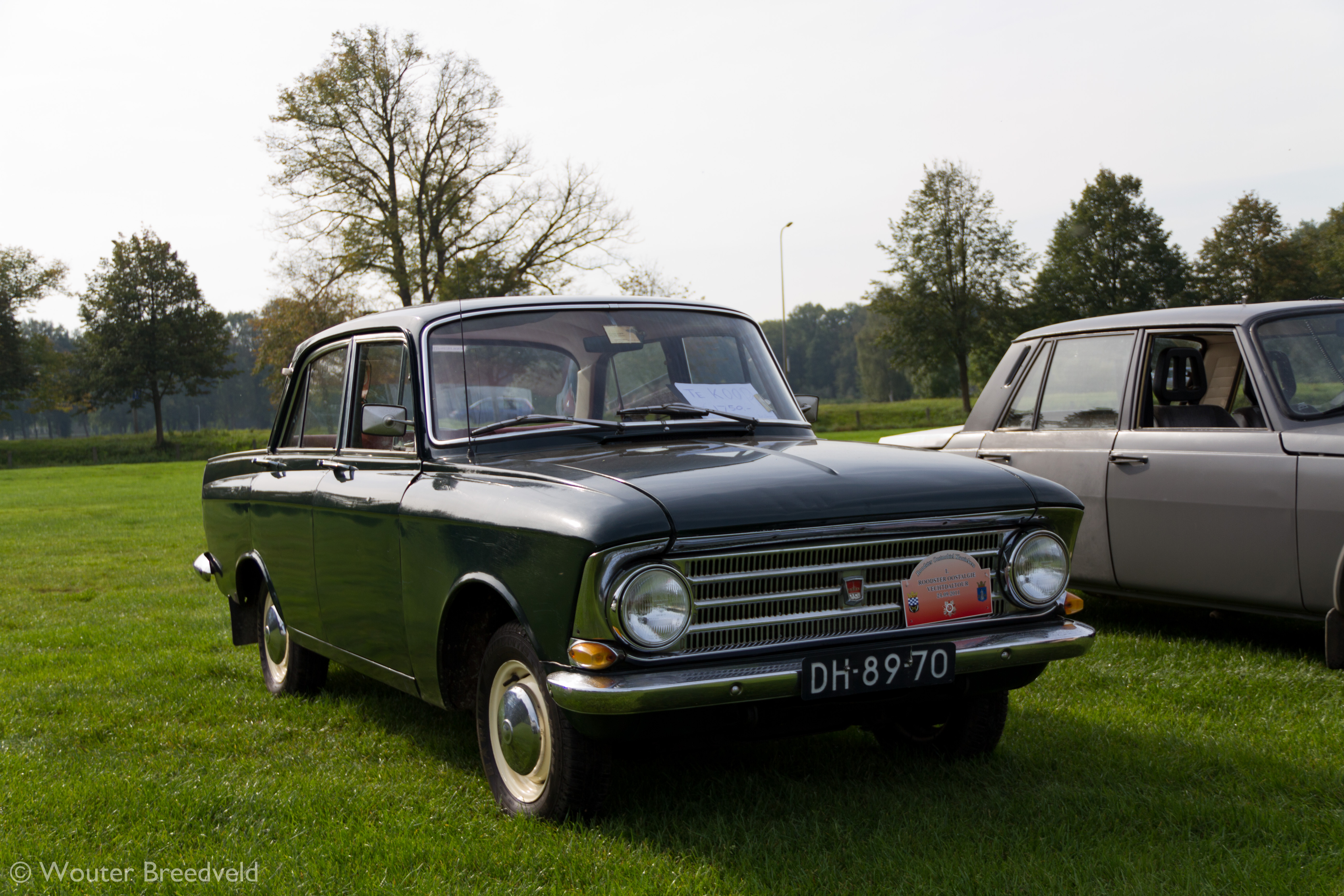
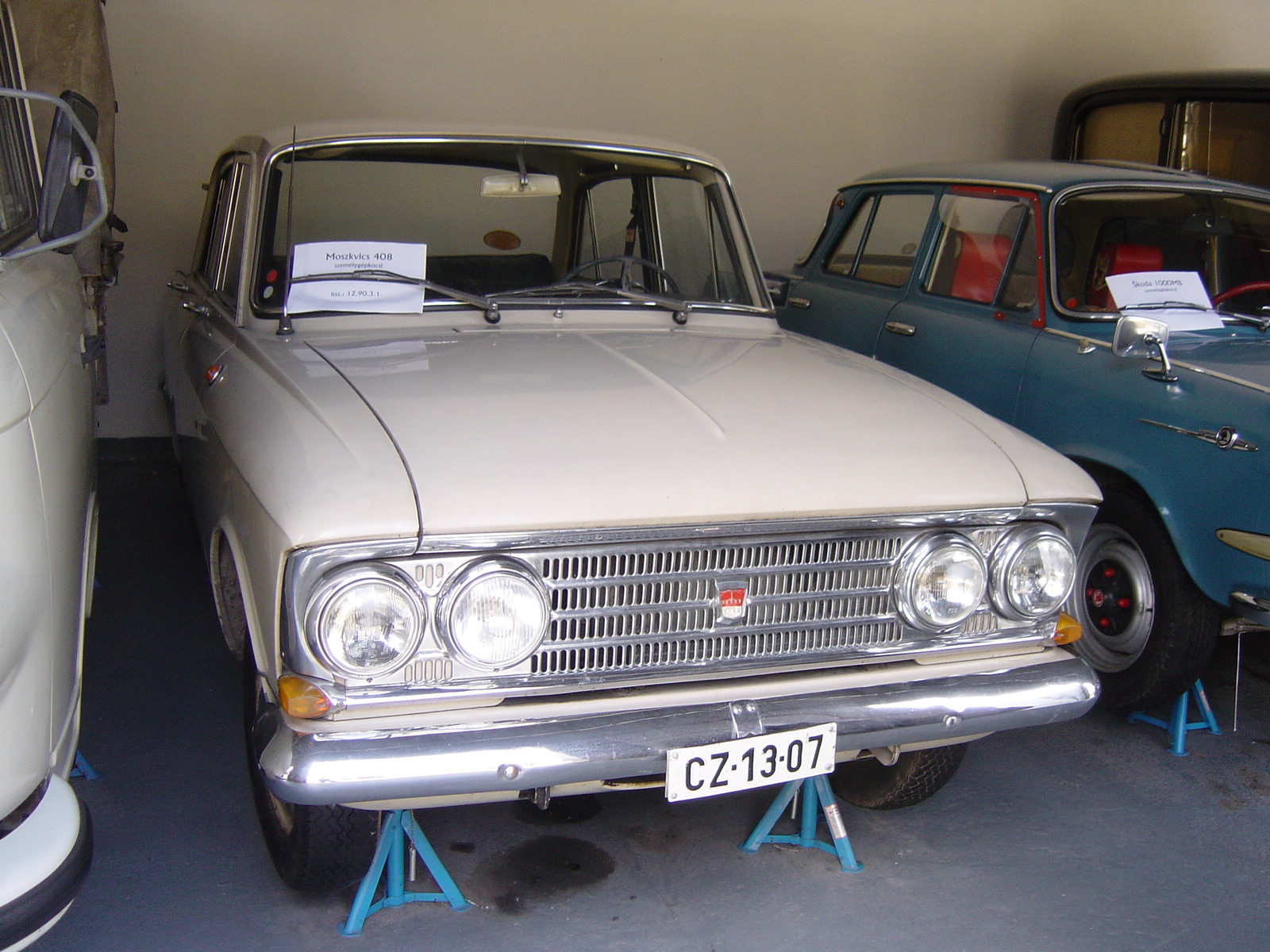
O modelo de farol quádruplo M-408E foi produzido entre 1964 e 1969 apenas para o mercado internacional
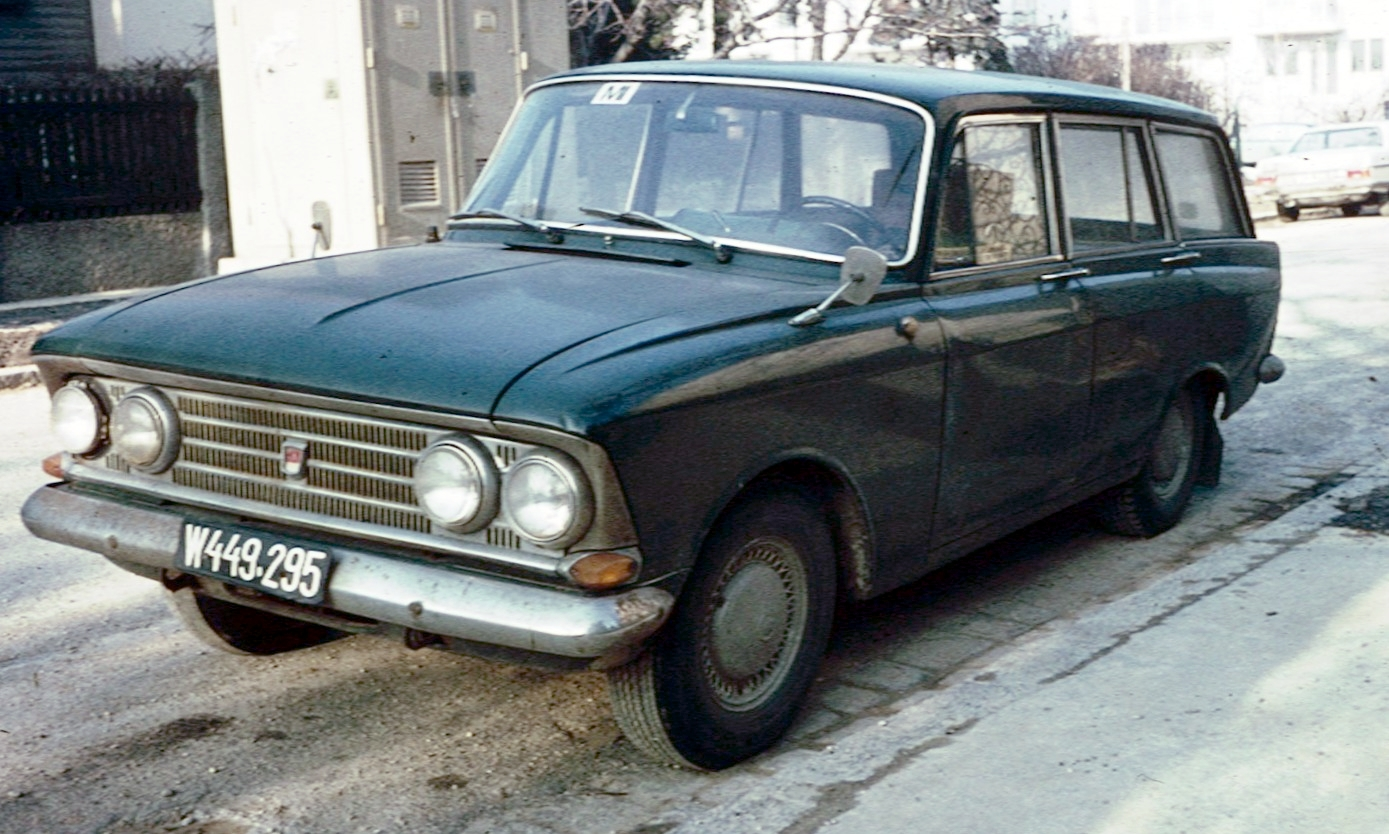
Moskvitch-426 em Viena
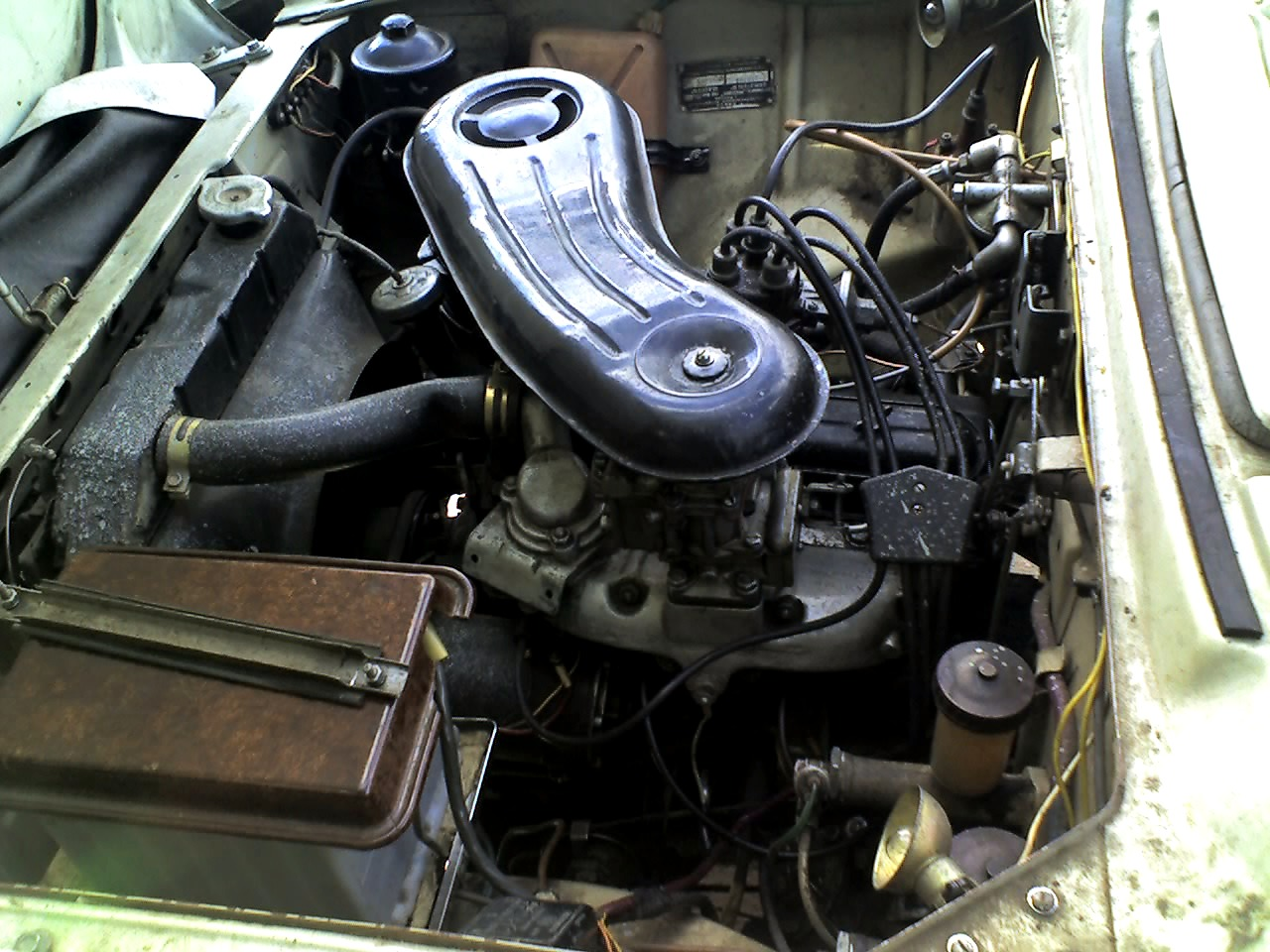
Motor do M-408, lado esquerdo
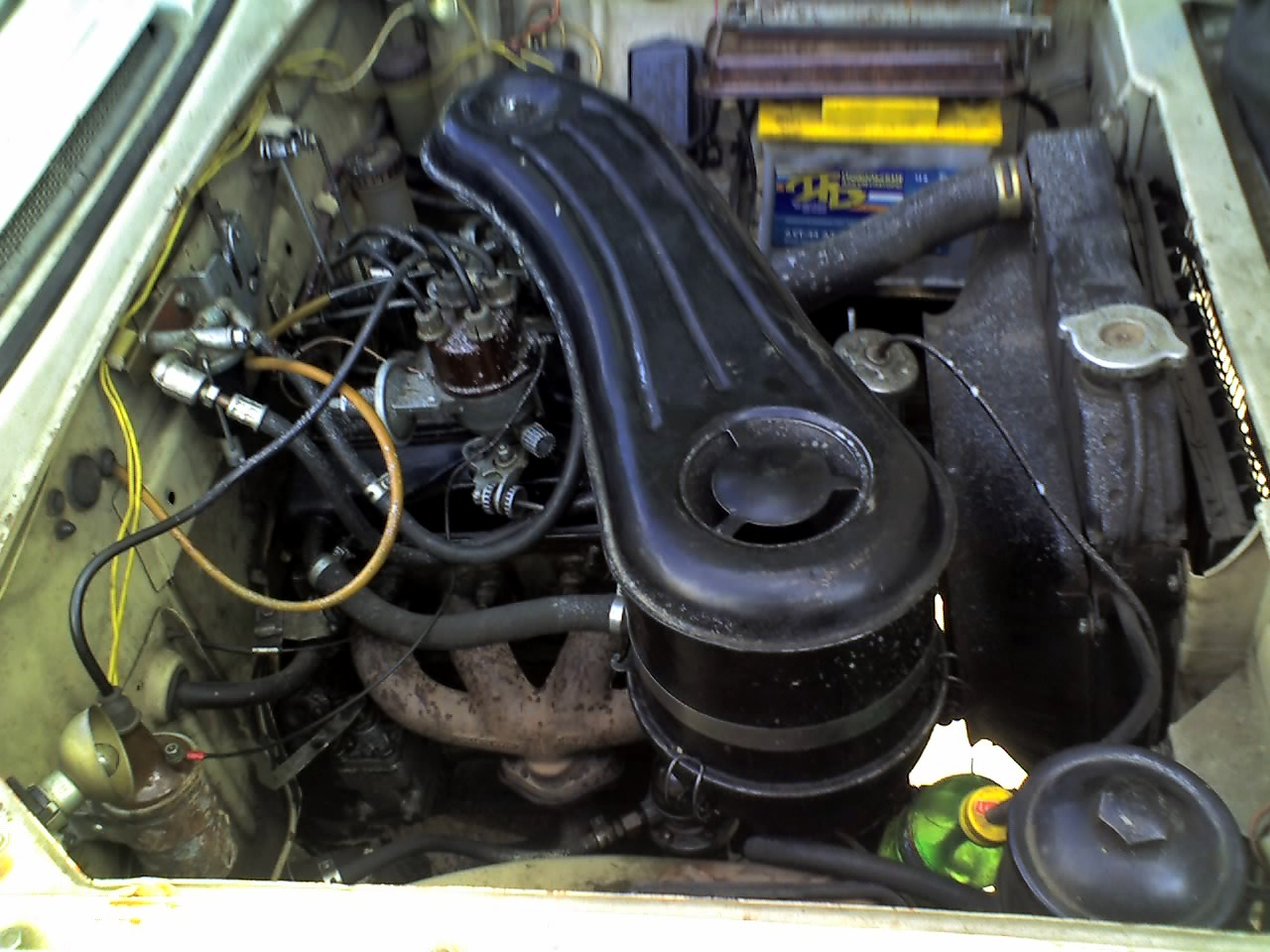
Motor do M-408, lado direito
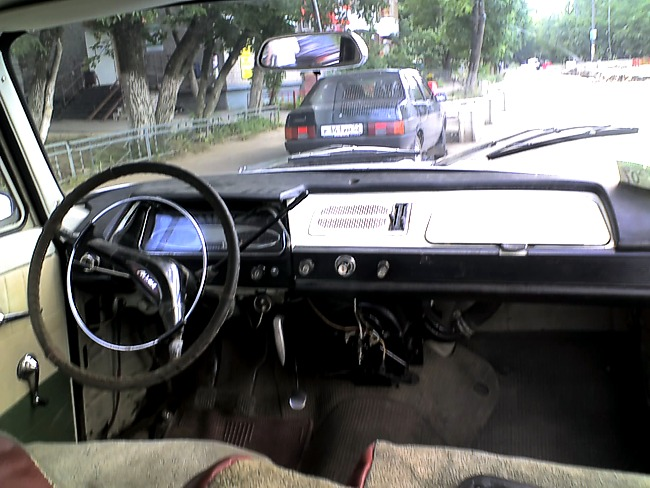
Interior da versão pré-1969
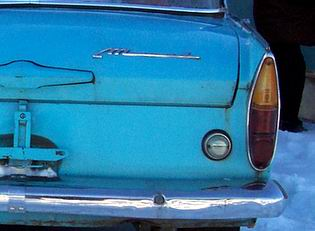
Design do farol pré-1969
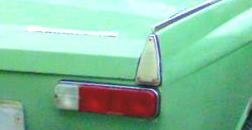
Design do farol pós-1969
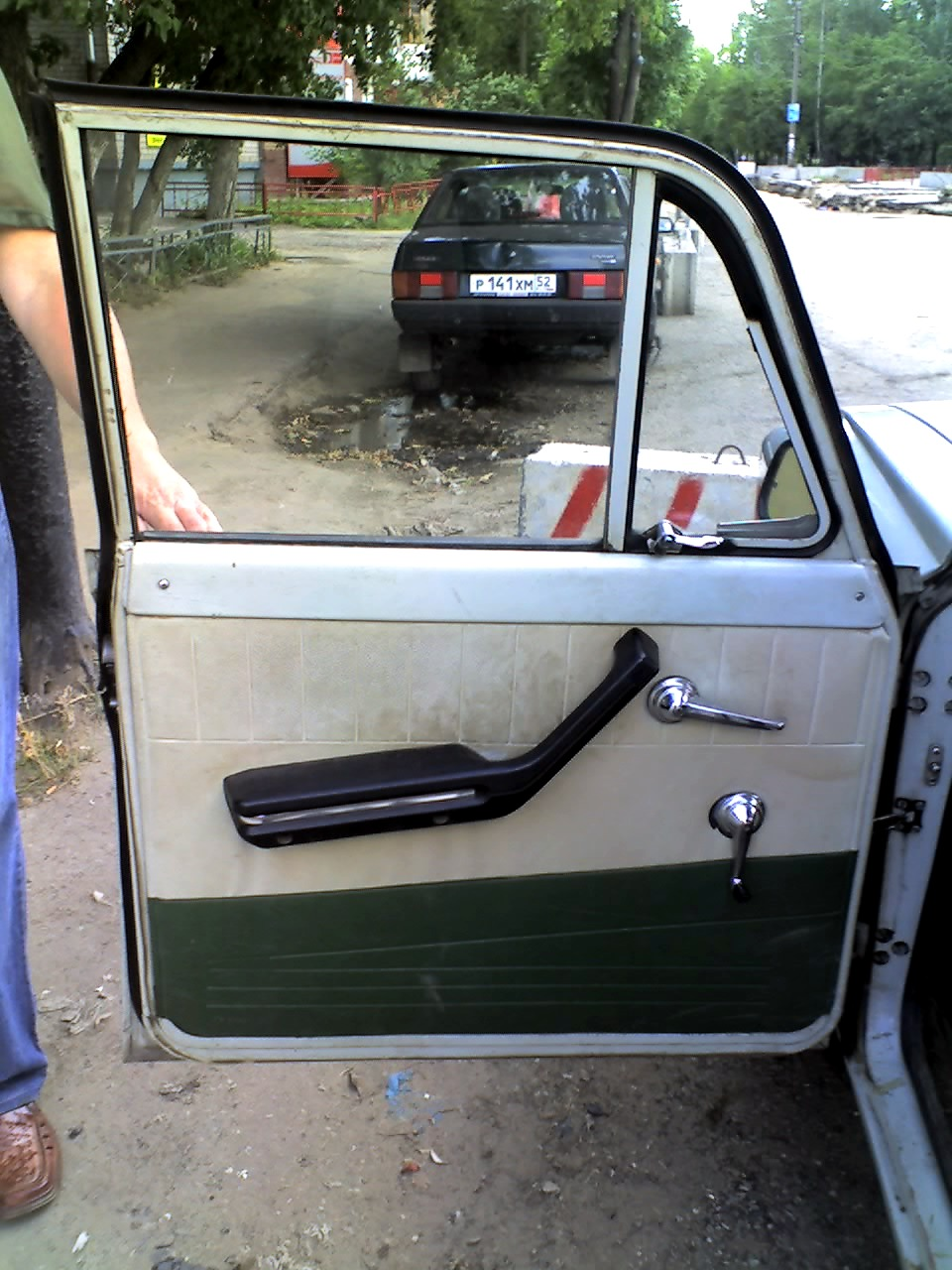
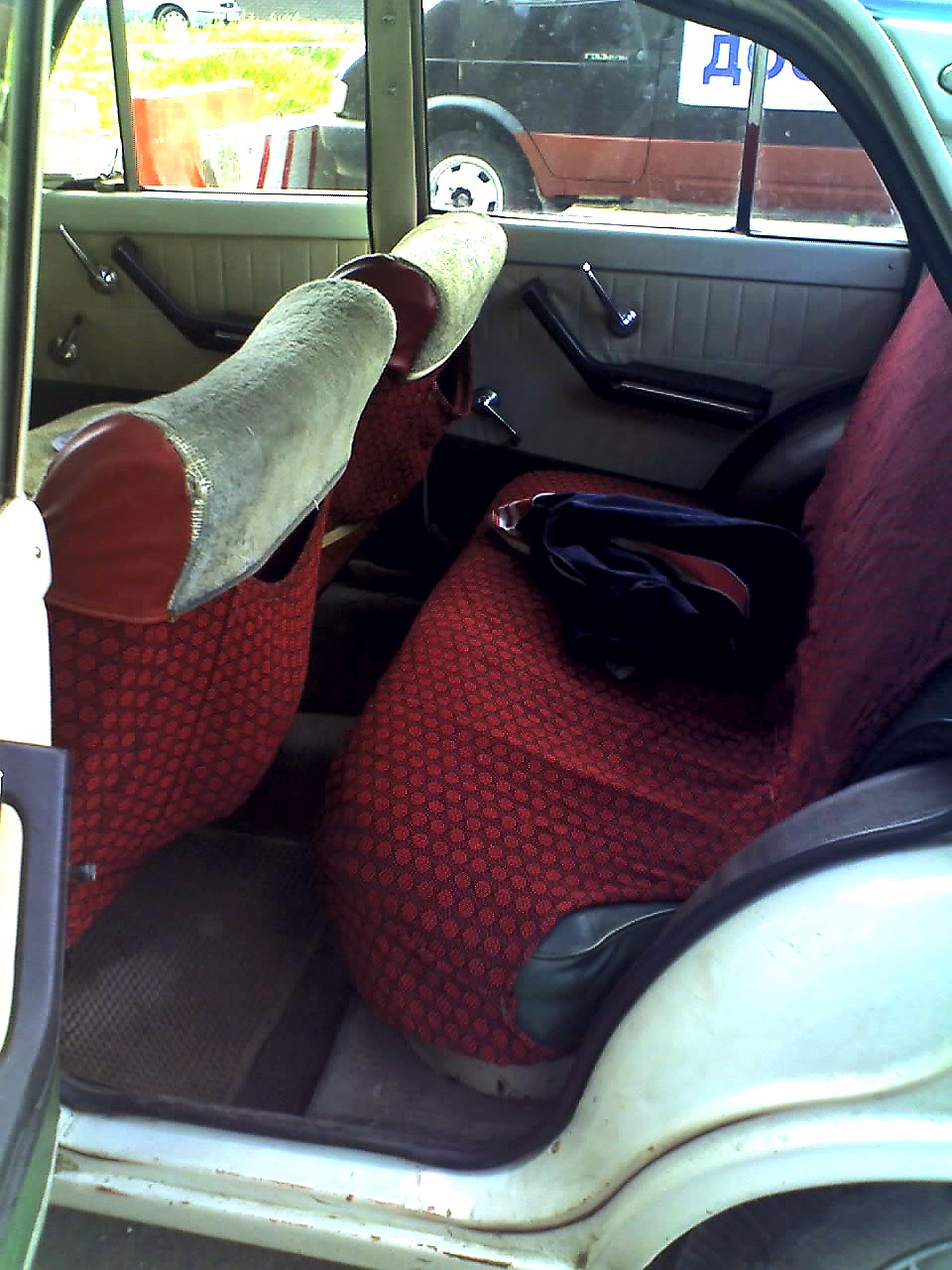
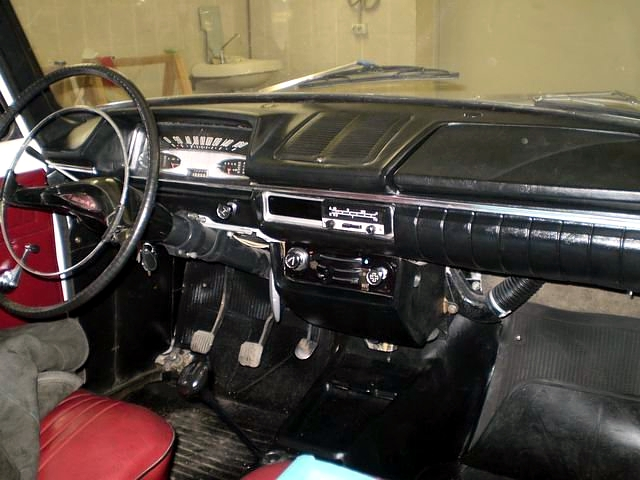
Interior dos anos 1970, com bancos dianteiros separados, seletor de marchas central e painel totalmente acolchoado